# 无翅螳属
无翅螳属（学名：Apteromantis）为渺螳科的一个属。

## 下属物种
本属包括以下物种：
- Apteromantis aptera Fuente, 1894
- Apteromantis bolivari Werner, 1929